# کاترین بارل
کاترین بارل (انگلیسی: Katherine Barrell) یک هنرپیشه، تهیه‌کننده فیلم، کارگردان فیلم، فیلم‌نامه‌نویس اهل کانادا بود. وی از سال ۲۰۱۱ میلادی تاکنون مشغول فعالیت بوده‌است.
از فیلم‌ها یا مجموعه‌های تلویزیونی که وی در آن‌ها نقش داشته است می‌توان به جادوگر خوب، معنای ترس، ماجراهای مرداک، نجات امید و حکومت اشاره نمود.